# Ben Shelton
Ben Shelton (ur. 9 października 2002 w Atlancie) – amerykański tenisista, reprezentant kraju w Pucharze Davisa.
Jest synem byłego tenisisty Bryana Sheltona, który obecnie pełni funkcję jego trenera.

## Kariera tenisowa
W rozgrywkach z cyklu ATP Tour wygrał dwa turnieje w grze pojedynczej z czterech rozegranych finałów. Zwyciężył również w trzech singlowych turniejach cyklu ATP Challenger Tour.
W sierpniu 2023 osiągnął pierwszy w karierze finał turnieju cyklu ATP Tour w grze podwójnej. Podczas turnieju w Waszyngtonie, grając w parze z Mackenzie McDonaldem, przegrali z Máximo Gonzálezem i Andrésem Moltenim.
Od listopada 2024 roku reprezentant Stanów Zjednoczonych w Pucharze Davisa. Zdobywca Pucharu Lavera 2023 wraz z Drużyną Światową.
W rankingu gry pojedynczej najwyżej był na 12. miejscu (3 marca 2025), a w klasyfikacji gry podwójnej na 68. pozycji (20 maja 2024).

### Historia występów wielkoszlemowych
Legenda
     W, wygrany turniej
     F, przegrana w finale
     SF, przegrana w półfinale
     QF, przegrana w ćwierćfinale
     xR, przegrana w x rundzie
     Qx, przegrana w x rundzie kwalifikacji
     A, brak startu
     NH, turniej nie odbył się

#### Gra pojedyncza
| Australian Open | A   | A   | QF   | 3R  | SF  | 0 / 3  | 11 – 3  |  |  |  |  |  |  |
| French Open     | A   | A   | 1R   | 3R  |     | 0 / 2  | 2 – 2   |  |  |  |  |  |  |
| Wimbledon       | A   | A   | 2R   | 4R  |     | 0 / 2  | 4 – 2   |  |  |  |  |  |  |
| US Open         | Q2  | 1R  | SF   | 3R  |     | 0 / 3  | 7 – 3   |  |  |  |  |  |  |
|                 |     |     |      |     |     |        |         |  |  |  |  |  |  |
| Bilans spotkań  | 0–0 | 0–1 | 10–4 | 9–4 | 5–1 | 0 / 10 | 24 – 10 |  |  |  |  |  |  |

#### Gra podwójna
| Australian Open | A   | A   | A   | 1R  | A   | 0 / 1 | 0 – 1 |  |  |  |  |  |  |
| French Open     | A   | A   | 2R  | A   |     | 0 / 1 | 1 – 1 |  |  |  |  |  |  |
| Wimbledon       | A   | A   | 1R  | 2R  |     | 0 / 2 | 1 – 2 |  |  |  |  |  |  |
| US Open         | A   | 2R  | 1R  | A   |     | 0 / 2 | 1 – 2 |  |  |  |  |  |  |
|                 |     |     |     |     |     |       |       |  |  |  |  |  |  |
| Bilans spotkań  | 0–0 | 1–1 | 1–3 | 1–2 | 0–0 | 0 / 6 | 3 – 6 |  |  |  |  |  |  |

### Finały w turniejach ATP Tour
| Legenda                                      |
| -------------------------------------------- |
| Wielki Szlem                                 |
| Igrzyska olimpijskie                         |
| Tennis Masters Cup / ATP Finals              |
| ATP Masters Series / ATP Tour Masters 1000   |
| ATP International Series Gold / ATP Tour 500 |
| ATP International Series / ATP Tour 250      |

#### Gra pojedyncza (2–2)
| Końcowy wynik | Nr | Data                 | Turniej   | Nawierzchnia  | Przeciwnik                 | Wynik finału  |
| ------------- | -- | -------------------- | --------- | ------------- | -------------------------- | ------------- |
| Zwycięzca     | 1. | 22 października 2023 | Tokio     | Twarda        | Asłan Karacew              | 7:5, 6:1      |
| Zwycięzca     | 2. | 7 kwietnia 2024      | Houston   | Ceglana       | Frances Tiafoe             | 7:5, 4:6, 6:3 |
| Finalista     | 1. | 27 października 2024 | Bazylea   | Twarda (hala) | Giovanni Mpetshi Perricard | 4:6, 6:7(4)   |
| Finalista     | 2. | 20 kwietnia 2025     | Monachium | Ceglana       | Alexander Zverev           | 2:6, 4:6      |

#### Gra podwójna (0–1)
| Końcowy wynik | Nr | Data            | Turniej    | Nawierzchnia | Partner            | Przeciwnicy                    | Wynik finału      |
| ------------- | -- | --------------- | ---------- | ------------ | ------------------ | ------------------------------ | ----------------- |
| Finalista     | 1. | 6 sierpnia 2023 | Waszyngton | Twarda       | Mackenzie McDonald | Máximo González Andrés Molteni | 7:6(4), 2:6, 6–10 |

### Zwycięstwa w turniejach ATP Challenger Tour

#### Gra pojedyncza
| Końcowy wynik | Nr | Data              | Turniej         | Nawierzchnia  | Przeciwnik          | Wynik finału     |
| ------------- | -- | ----------------- | --------------- | ------------- | ------------------- | ---------------- |
| Zwycięzca     | 1. | 6 listopada 2022  | Charlottesville | Twarda (hala) | Christopher Eubanks | 7:6(4), 7:5      |
| Zwycięzca     | 2. | 13 listopada 2022 | Knoxville       | Twarda (hala) | Christopher Eubanks | 6:3, 1:6, 7:6(4) |
| Zwycięzca     | 3. | 20 listopada 2022 | Champaign       | Twarda (hala) | Aleksandar Vukic    | 0:6, 6:3, 6:2    |